# Montenegro en los Juegos Olímpicos de la Juventud 2018
Montenegro compitió en los Juegos Olímpicos de la Juventud 2018 en Buenos Aires, Argentina, celebrados entre el 6 y el 18 de octubre de 2018. Su delegación estuvo conformada por dos atletas en dos disciplinas y no pudo obtener ninguna medalla en las justas deportivas.

## Medallero
| Medalla       | Oro | Plata | Bronce | Total |
| ------------- | --- | ----- | ------ | ----- |
| Total oficial | 0   | 0     | 0      | 0     |

## Disciplinas

### Karate
Montenegro recibió un cupo del comité tripartito para competir en karate.
Masculino
| Atleta         | Evento             | Fase de grupos       | Fase de grupos       | Fase de grupos       | Fase de grupos | Lucha Final        | Lucha Final |
| Atleta         | Evento             | Oponente Resultado   | Oponente Resultado   | Oponente Resultado   | Puesto         | Oponente Resultado | Puesto      |
| -------------- | ------------------ | -------------------- | -------------------- | -------------------- | -------------- | ------------------ | ----------- |
| Bojan Boskovic | Libre - Hasta 68Kg | Mahauden (BEL) P 0-2 | Shyroian (UKR) G 3-0 | Ruggiero (ITA) E 2-2 | 3              | No avanzó          | No avanzó   |

### Tiro deportivo
Montenegro recibió un cupo del comité tripartito para competir en el tiro deportivo.
Masculino
| Atleta       | Evento               | Clasificación | Clasificación | Final / BM | Final / BM |
| Atleta       | Evento               | Puntos        | Puesto        | Puntos     | Puesto     |
| ------------ | -------------------- | ------------- | ------------- | ---------- | ---------- |
| Miljan Devic | 10m Carabina de Aire | 617.0         | 11            | No avanzó  | No avanzó  |

Equipo
| Atletas                             | Evento           | Calificación | Calificación | Ronda de 16                   | Cuartos de final    | Semifinal           | Final / BM          | Resultado |
| Atletas                             | Evento           | Puntos       | Resultado    | Oposición Resultado           | Oposición Resultado | Oposición Resultado | Oposición Resultado | Resultado |
| ----------------------------------- | ---------------- | ------------ | ------------ | ----------------------------- | ------------------- | ------------------- | ------------------- | --------- |
| Miljan Dević Wiktoria Zuzanna Bober | 10 m Rifle Mixto | 823.5        | 8 Q          | Volkart Zolfagharian L 9 - 10 | No avanzó           | No avanzó           | No avanzó           |           |